# Eva Pavlová
Eva Pavlová (de soltera Zelená; Šumperk, 5 de noviembre de 1964) es una militar retirada y política checa, esposa del Presidente de la República Checa, Petr Pavel. 
Pavlová es teniente coronel del ejército checo en la reserva y miembro de la asamblea municipal en su ciudad natal de Černouček.

## Biografía

### Carrera militar
Se graduó de la escuela primaria y, como parte de sus actividades deportivas, se dedicó principalmente al tiro. Después de graduarse en 1983, continuó sus estudios en la Escuela Vocacional Militar Femenina en la Escuela Superior de Aviación Militar en Košice. En 1985, decidió continuar su carrera militar y se inscribió para estudiar en la Academia Política Militar Klement Gottwald en Bratislava. Más tarde afirmó que inicialmente le informaron que no tenía un "perfil de personal" adecuado. Por lo tanto, presentó una solicitud al Partido Comunista de Checoslovaquia. Terminó la escuela en 1990. Al comienzo de la Revolución de Terciopelo, el 20 de noviembre de 1989, dimitió del Partido Comunista. Luego evaluó su membresía en el partido como un error.
Luego conoció a Petr Pavel en el dormitorio de la guarnición en Prostějov. Sin embargo, como ambos tenían pareja, su relación no comenzó hasta varios años después. La boda tuvo lugar en 2004. Ayudó a su esposo en el Estado Mayor, donde estuvo a cargo de la comunicación con los agregados militares y de aviación extranjeros en la República Checa. Después de dejar el ejército, comenzó a trabajar como asistente en el centro de mediación familiar Manofi con sede en Praga. Vive con su esposo en el pueblo de Černouček. Participó en las elecciones municipales de 2022 como miembro no partidario de SNK Černouček 2022 y fue elegida miembro de la asamblea municipal, cargo que ejerce desde septiembre de 2022.

## Vida personal
Tiene una hija Eva (nacida en 1992) de su matrimonio anterior. Petr Pavel es padre de los hijos Jan (nacido en 1990) y Petr (nacido en 1993) de su matrimonio anterior. A finales de 2022 eran abuelos de cuatro nietos juntos.